# Hestercombe House
Hestercombe House je dům ve farnosti West Monkton v Quantock Hills, v blízkosti Taunton v Somersetu, Anglie. Budova je označena II. stupněm ochrany a je na seznamu dědictví UNESCO, mezi anglickými parky a zahradami se zvláštní historickou hodnotou. Dům byl založen v 16. století.
Když dům a zahrady zdědil Warre Bampfylde Coplestone (1720–1791) v 18. století, byla založena zahrada ve stylu anglického parku, která obsahuje nádrže, velkou kaskádu, a prseudogothickou alkovnu, toskánský chrám (1786), a napodobeninu mauzolea. Bampfylde byl amatérský architekt,jehož přítelem a poradcem byl Henry Hoare, který založil zahrady na Stourheadu. Bampfylde také navrhl dórský chrám, který byl v zahradě postaven kolem roku 1786. V blízkosti domu byl v roce 1870 přidán viktoriánský symetrický parter, jeho architektem byl Henry Hall. 

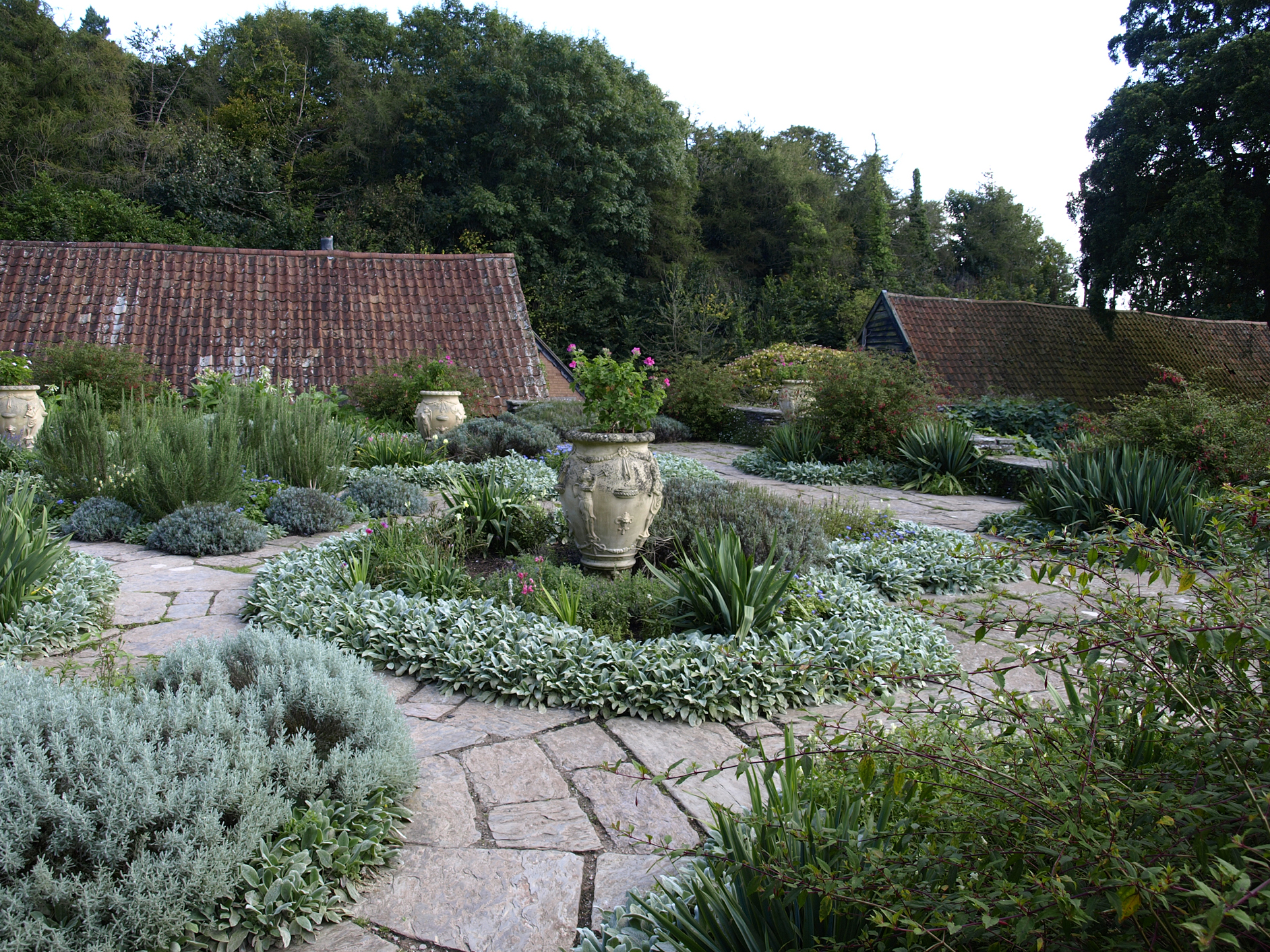
Holandská zahrada

Edwardianská zahrada byla založena Gertrude Jekyllovou a Edwinem Lutyensem v letech 1904 a 1906 pro E.W.B. Portmana. „výsledek je viditelný v odvážném, pozoruhodném vzoru uspořádání, s jemným důrazem na detail všude kde je třeba, a nápadité zacházení kontrastních materiálů, u žulových kostek, dlažby…“.  Gertrude Jekyllová a Lutyens vedli hnutí Arts and Crafts. Gertrude Jekyllová je připomínána pro svůj vynikající design a jemný, malířský přístup k uspořádání zahrady, zejména u jejích "trvalkových záhonů". Jekyllová, coby jedna z prvních ze svého oboru, vzala v úvahu barvu, texturu, a zkušenosti z praktické tvorby a údržby zahrad jako významné pohledy při řešení svých návrhů zahrady. Byla celoživotní fanoušek rostlin všech druhů. Její teorie o tom, jak navrhovat barvevní schémata, byla ovlivněna malířem J.M.W. Turnerem a impresionismem, teorií barevného kruhu. Jejich kolaborativní styl, který slavil úspěch poprvé v Herstercombe a byl popsán zahradní spisovatelkou a návrhářkou Penelope Hobhouseovou takto:

„Spolupráce mezi architektem Edwinem Lutyensem a Gertrude Jekyllovou, byla učitelem pro generaci toho, co na pokraji hrozící propasti první světové války, bylo ztělesněním dobrého vkusu a dokonalosti. Architektura a strategie výsadeb vytvořila společně estetické a zahradnické dílo, něco původního bylo zachováno v původním stavu, ale jejich vliv měl trvalý efekt v bezpočtu zahradách.“

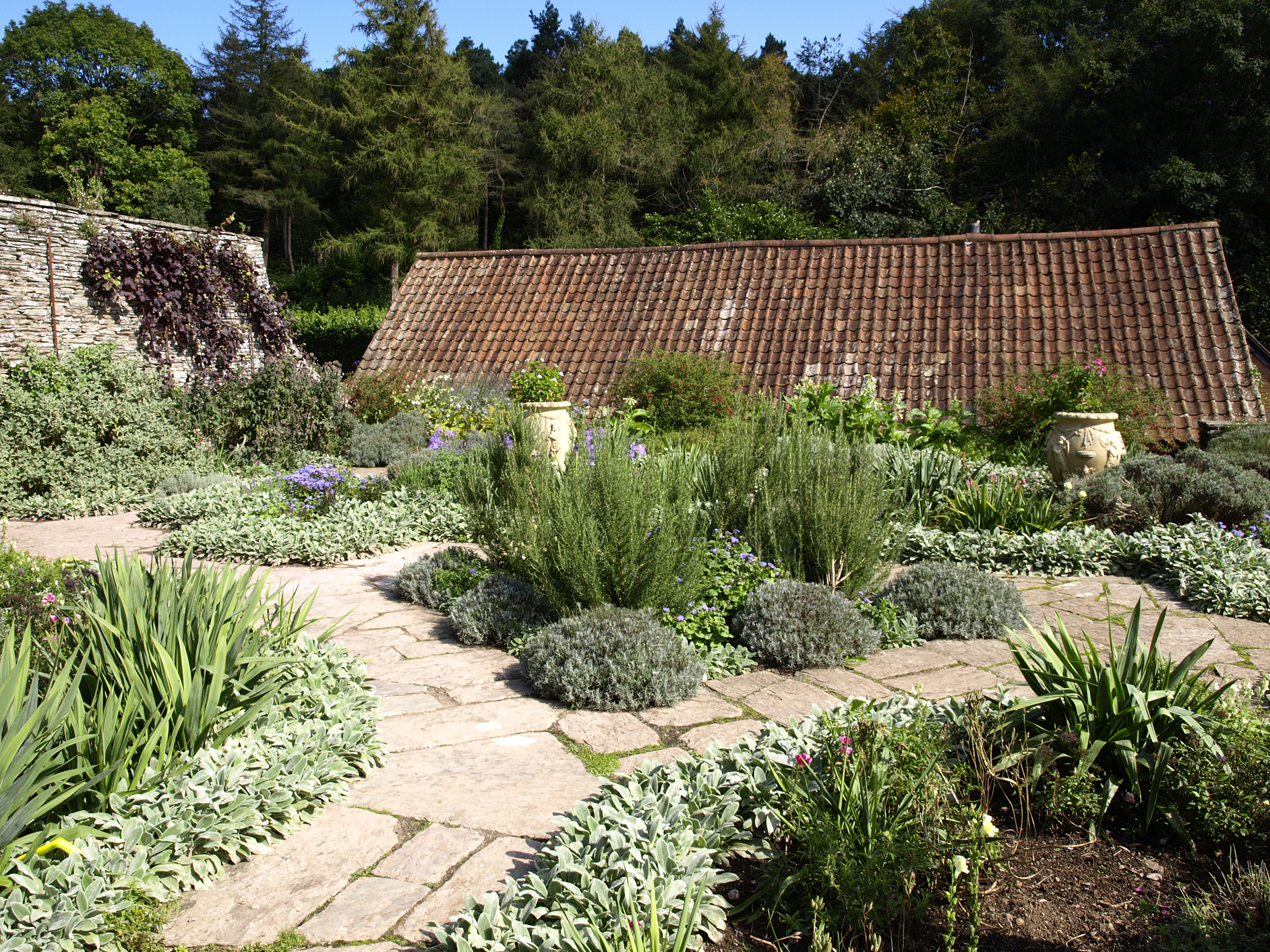
Holandská zahrada

"Great Plat" spojuje vzorovaný parter s trvalkovými výsadbami které prosazovala slečna Jekyllová. [30] [34] Mezi lety 1904-1909 dal Lutyens také vzhled oranžérii asi 50 m východně od hlavního domu, [35] Ta je nyní v Británii zařazena mezi architektonické památky I. stupně, jde o úpravy jako zahradní zdi, dlažby a schody před jižní částí domu. Na obou stranách "Great Plat" jsou zvýšené terasy s cihlovými vodními kanály. 
Východní oblast je upravena jako holandská zahrada s trvalkami: například se skupinou velkých bíle kvetoucích Yucca gloriosa používaných jako vertikální prvek se střídá fialově kvetoucí trpasličí levandule (Lavandula), šanta kočičí (Nepeta), nebo stříbřitý čistec (Stachys). Santolina, čínská růže (Rosa chinensis), nebo čílko (Fuchsia magellanica). 

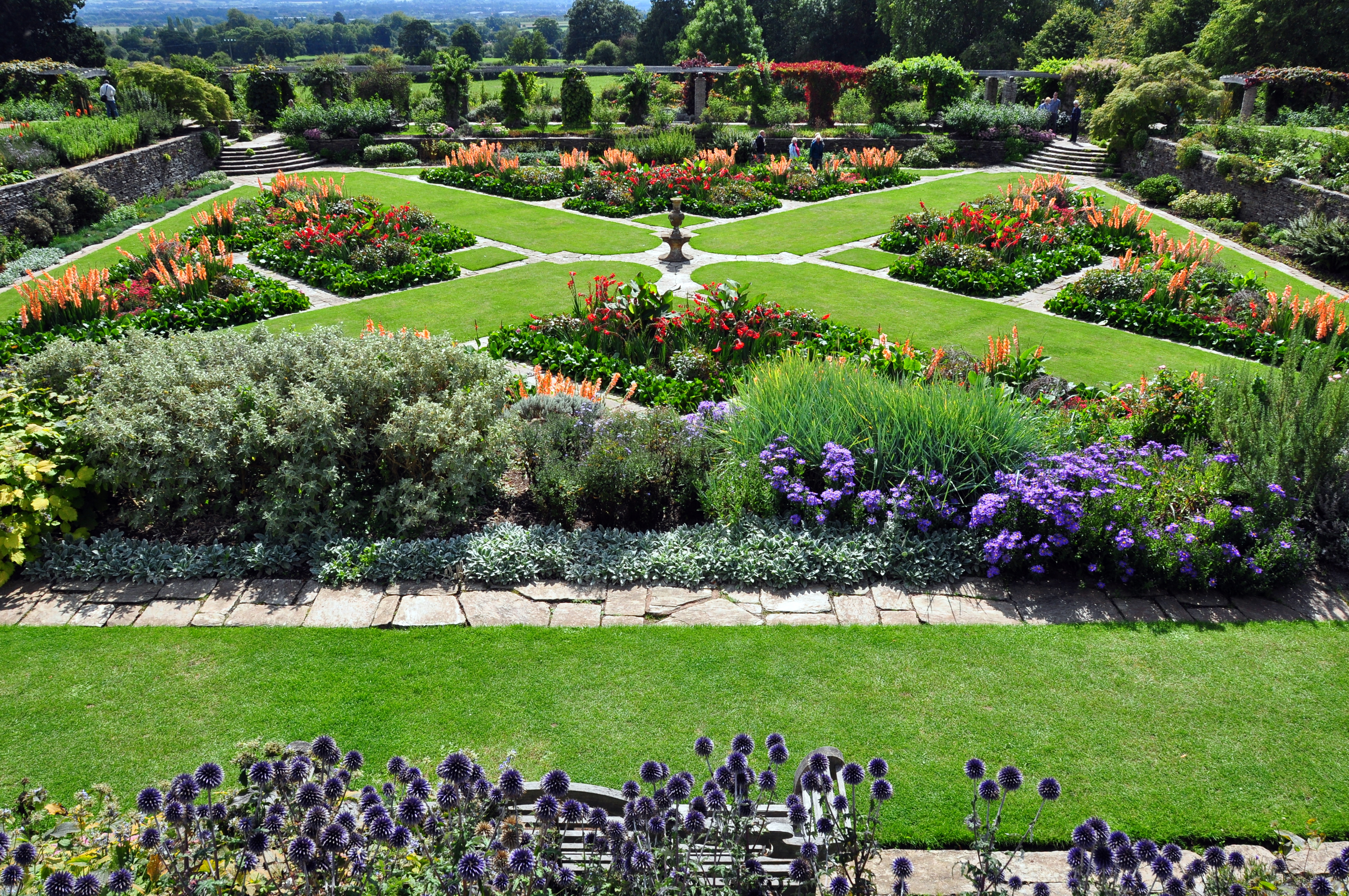
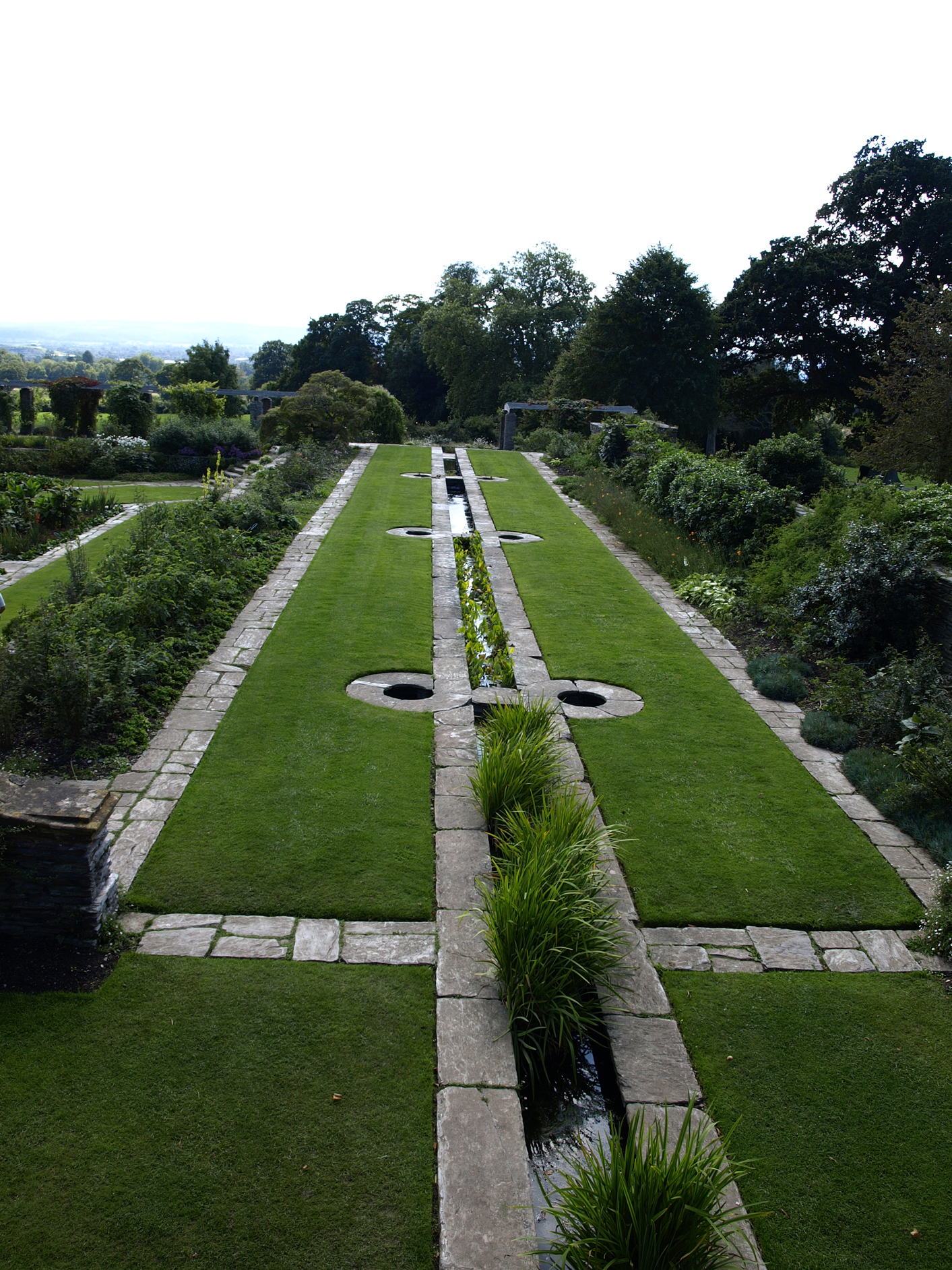
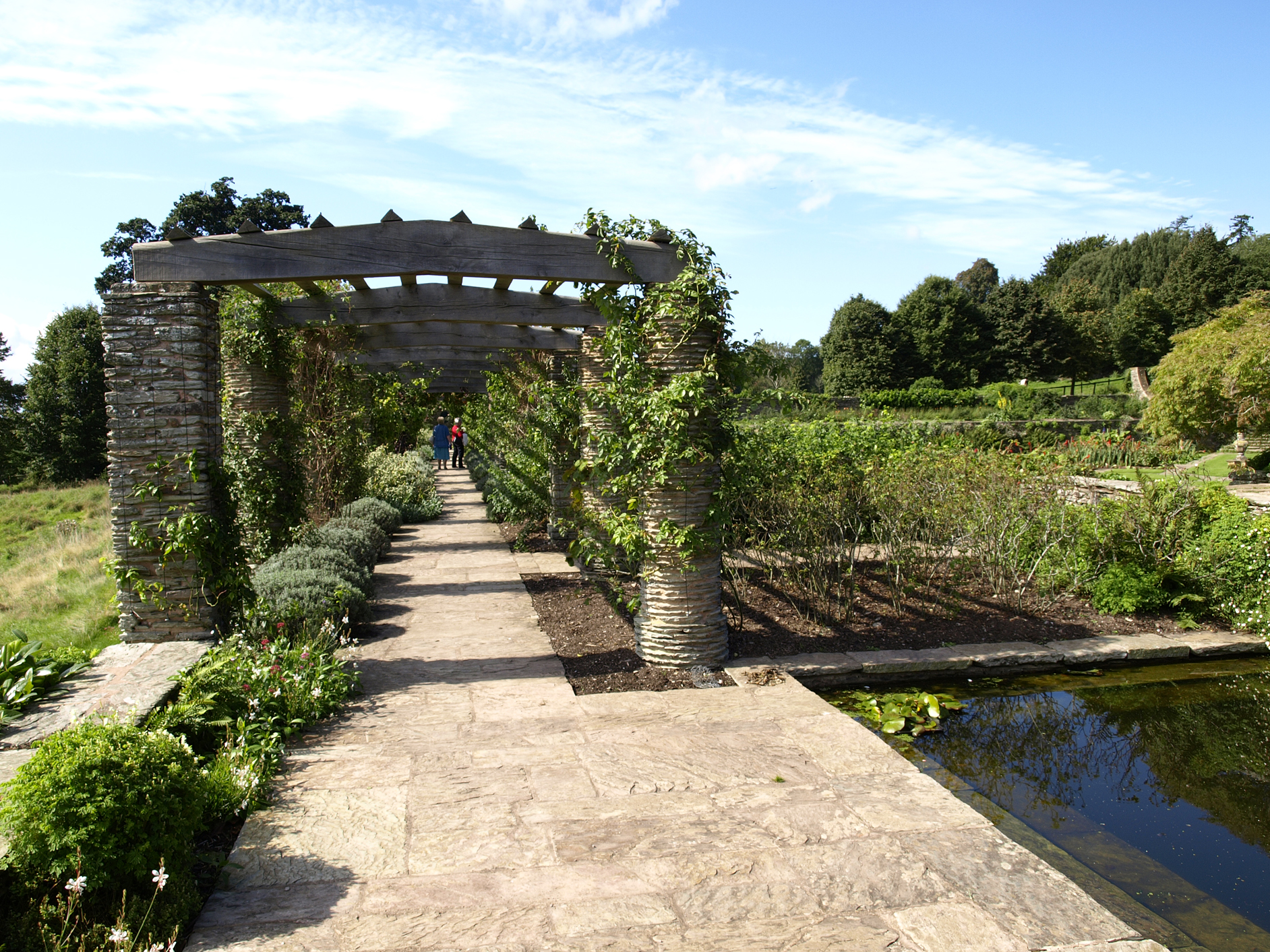
Pergola

Od října 2003, byl pozemek a zahrady rozšířeny na více než 0,40 km2 (100 akrů). Byly řízeny organizací Hestercombe Gardens Trust, k zachování byla zřízena charitativní loterie Heritage Lottery Fund díky níž se podařilo obnovit a zachovat místo. Prostřednictvím televize BBC a články Time  se podařilo upravit více než 160.000 m2 třemi různými styly zahradní architektury. Od krajinářských úprav s jezery a rybníky po architektonické zahrady. Dohromady vytvářejí biologickou rozmanitost a poutají zájem návštěvníků. Toto místo je také využíváno pro chov malých vrápenců (Rhinolophus hipposideros) a jako jejich zimoviště.